# كالزادايلا دي لوس باروس
بلدية كالزادايلا دي لوس باروس (بالإسبانية: Calzadilla de los Barros)‏, هي إحدى بلديات مقاطعة بطليوس, التي تقع في منطقة إكستريمادورا, والتي تقع في غرب إسبانيا.
يبلغ عدد سكانها 855 نسمة وفقاً لإحصائية سنة (2002).